# Peter Kolosimo

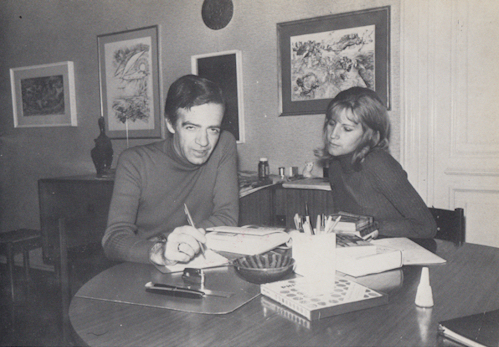
Peter Kolosimo và vợ Caterina trong ngôi nhà của họ ở Torino, Ý, khoảng năm 1972.

Peter Kolosimo, bút danh của Pier Domenico Colosimo (15 tháng 12 năm 1922 – 23 tháng 3 năm 1984), là một nhà báo và nhà văn người Ý. Ông được xếp vào hàng những người sáng lập giả khảo cổ học (tiếng Ý: fantarcheologia), một chủ đề gây tranh cãi nhằm nghiên cứu nguồn gốc của các nền văn minh cổ đại bằng cách sử dụng những lý thuyết và phương pháp không được cộng đồng khoa học chấp nhận. Ông cũng phổ biến thuyết phi hành gia cổ đại về sự tiếp xúc giữa sinh vật ngoài hành tinh và các nền văn minh cổ đại của nhân loại.

## Tiểu sử
Là người Mỹ gốc Ý, ông sinh ra ở Modena và sống tại Bolzano, Torino và Milano. Năm 1969, ông đã giành giải Premio Bancarella, một trong những giải thưởng văn học uy tín nhất của Ý, cho tác phẩm Non è terrestre ("Không phải của Thế giới này"). Sách của ông đã được dịch sang 60 quốc gia, bao gồm Nga, Nhật Bản và Trung Quốc.
Kolosimo còn thành lập và điều phối Hiệp hội Nghiên cứu Tiền sử (ASP) của Ý.
Ông qua đời ở Milano năm 1984.

## Chỉ trích
Những tuyên bố của Kolosimo về thuyết phi hành gia cổ đại ảnh hưởng đến các nền văn minh của loài người được coi là giả lịch sử.
Trong một bài phê bình về cuốn Non è terrestre của Kolosimo, Jason Colavito đã tố cáo rằng cuốn sách này bịa đặt bằng chứng, dịch sai nguồn tài liệu và trộn lẫn khoa học viễn tưởng và sự thực.

## Tác phẩm

### Sách
- Il pianeta sconosciuto (1957) ISBN 9788842539803
- Terra senza tempo (1964; dịch thành Trái Đất vô tận) ISBN 9788842533177
- Ombre sulle stelle  (1966) ISBN 9788842534235
- Psicologia dell'eros (1967)
- Non è terrestre (1968; dịch thành Không phải của Thế giới này) ISBN 9788842534129
- Guida al mondo dei sogni (1968)
- Il comportamento erotico degli europei (1970)
- Cittadini delle tenebre (1971)
- Astronavi sulla preistoria (1972; dịch thành Tàu vũ trụ thời tiền sử) ISBN 9788842532149
- Odissea stellare (1974) ISBN 9788842542414
- Fratelli dell'infinito (1975)
- Polvere d'inferno (1975)
- Italia mistero cosmico (1977) ISBN 9788842547013
- Civiltà del silenzio (1978)
- Fiori di luna (1979)
- Io e l'indiano (1979)
- Viaggiatori del tempo (1981)
- I misteri dell'universo (1982, viết chung với Caterina Kolosimo)

### Tiểu thuyết
- Fronte del sole hoặc I cavalieri delle stelle (Từ ngoài Vũ trụ), De Vecchi, Milano 1979 (viết chung với Caterina Kolosimo)
- Missione uomo, Dizionari dell'Avventura n.9, Bruno Boggero e Giunti-Marzocco, 1982 (viết chung với Oscar Warner)

### Biên tập
- Pi Kappa, rivista di mistero, archeologia ed esobiologia (giám đốc), I-II, Sugar, Milano 1972-1973
- Dimensione X, enciclopedia del mistero (điều phối viên), 1-10, Milano 1982
- Italia misteriosa (biên tập), Edipem, Milano 1984
- Scrutando nel futuro (biên tập), Edipem, Novara 1984